# Challenger de Gerona 2023
El Challenger de Gerona 2023 denominado por razones de patrocinio  Eurofirms Girona - Costa Brava, fue un torneo profesional de tenis, perteneció al ATP Challenger Tour 2023 en la categoría Challenger 75. Se trató de la primera edición del torneo, tuvo lugar en la ciudad española de Gerona del 27 de marzo al 2 de abril de 2023 y se disputó sobre tierra batida.

## Jugadores participantes del cuadro de individuales
| Favorito | País                    | Jugador         | Ranking | Resultado en el torneo |
| -------- | ----------------------- | --------------- | ------- | ---------------------- |
| 1        | Bandera de Argentina    | Pedro Cachín    | 63      | Cuartos de final       |
| 2        | Bandera de España       | Jaume Munar     | 66      | Cuartos de final       |
| 3        | Bandera de España       | Pedro Martínez  | 121     | Semifinales            |
| 4        | Bandera de Hungría      | Fabián Marozsán | 128     | Segunda ronda          |
| 5        | Bandera de Italia       | Raúl Brancaccio | 136     | Segunda ronda          |
| 6        | Bandera de Kazajistán   | Timofey Skatov  | 155     | Cuartos de final       |
| 7        | Bandera de Portugal     | João Sousa      | 156     | Segunda ronda          |
| 8        | Bandera del Reino Unido | Liam Broady     | 161     | Baja                   |

- Se ha utilizado el ranking del día 20 de marzo de 2023.[2]

### Otros participantes
Los siguientes jugadores recibieron una invitación (wild card), por lo tanto ingresan directamente al cuadro principal (WC):
- Pablo Andújar
- Pablo Llamas Ruiz
- Jaume Munar

Los siguientes jugadores ingresan al cuadro principal tras disputar el cuadro clasificatorio (Q):
- Jesper de Jong
- Titouan Droguet
- Álvaro López San Martín
- Àlex Martí Pujolràs
- Abedallah Shelbayh
- Juan Bautista Torres

## Campeones

### Individual masculino
- Ivan Gakhov derrotó en la final a  Gastão Elias, 5–7, 6–4, 0–0 ret.

### Dobles masculino
- Yuki Bhambri /  Saketh Myneni derrotaron en la final a  Íñigo Cervantes /  Oriol Roca Batalla, 6–4, 6–4